# B-17 Flying Fortress
Boeing B-17 Flying Fortress (în română: Fortăreața Zburătoare) a fost un tip de bombardier greu, cvadrimotor, proiectat în anii 1930 pentru Corpul Aerian al Armatei Statelor Unite ale Americii (precursorul Forțelor Aeriene ale SUA din prezent). Bombardierul a fost introdus în dotare în anul 1938, fiind îmbunătățit ulterior și construit în mai multe variante.
B-17 a fost folosit de Forțele Aeriene ale Armatei Statelor Unite ale Americii în campania de bombardament strategic pe timp de zi împotriva țintelor militare și industriale ale Germaniei naziste. Bombardierul greu a fost folosit în principal în Vestul Europei, fiind folosit într-o măsură mai mică și în Războiul din Pacific. Fortăreața Zburătoare a lansat mai multe bombe decât oricare alt avion american din timpul celui de-al Doilea Război Mondial. Din cele 1,5 milioane de tone de bombe aruncate asupra Germaniei naziste și a teritoriilor ocupate de acest stat de avioanele americane, 640.000 de tone au fost lansate de bombardierele B-17.